# Nicolas Villeroi
Nicolas Villeroi, francoski maršal in politik, * 1598, † 1658.
1. 1 2  GeneaStar